# Леприкон 3
„Леприкон 3“ (на английски: Leprechaun 3) е американски слашър хорър комедия от 1995 г.

## Сюжет
Внимание:  Текстът по-долу разкрива сюжета на произведението (или части от него)!
Човек с един крак, ръка и око влиза в заложна къща в Лас Вегас, където оставя статуя на леприкон, на чиито врат има медальон. Собственикът на къщата взима медальона заедно с гърненцето злато и по този начин освобождава злия леприкон.

## Актьорски състав
- Уоруик Дейвис – Леприконът
- Джон Гейтинс – Скот Маккой
- Лий Армстронг – Тами Ларсен
- Каролин Уилямс – Лорета
- Джон ДеМита – Фазио